# Tranemo landsfiskalsdistrikt
Tranemo landsfiskalsdistrikt var 1918–1964 ett landsfiskalsdistrikt i Älvsborgs län, bildat när Sveriges indelning i landsfiskalsdistrikt trädde i kraft den 1 januari 1918, enligt beslut den 7 september 1917. Den 1 januari 1965 avskaffades i Sverige samtliga landsfiskaler och landsfiskalsdistrikt, och deras arbetsuppgifter delades upp på de nyskapade indelningarna polisdistrikt, åklagardistrikt och kronofogdedistrikt.
Landsfiskalsdistriktet låg under länsstyrelsen i Älvsborgs län.

## Ingående områden
När Sveriges nya indelning i landsfiskalsdistrikt trädde i kraft den 1 oktober 1941 (enligt kungörelsen den 28 juni 1941) överfördes kommunerna Håcksvik, Kalv, Mårdaklev och Östra Frölunda till Svenljunga landsfiskalsdistrikt. Samtidigt tillfördes området för det upplösta Åsundens landsfiskalsdistrikt. När Sveriges nya indelning i landsfiskalsdistrikt trädde i kraft den 1 januari 1952 (enligt kungörelsen 1 juni 1951) ändrades distriktets indelning genom kommunreformen 1952 men omfattningen ändrades inte.

### Från 1918
Kinds härad:
- Ambjörnarps landskommun
- Håcksviks landskommun
- Kalvs landskommun
- Mossebo landskommun
- Mårdaklevs landskommun
- Sjötofta landskommun
- Tranemo landskommun
- Östra Frölunda landskommun

### Från 1 oktober 1941
Kinds härad:
- Ambjörnarps landskommun
- Dalstorps landskommun
- Dannike landskommun
- Finnekumla landskommun
- Grönahögs landskommun
- Gällstads landskommun
- Hulareds landskommun
- Ljungsarps landskommun
- Länghems landskommun
- Marbäcks landskommun
- Mossebo landskommun
- Månstads landskommun
- Nittorps landskommun
- Sjötofta landskommun
- Södra Säms landskommun
- Södra Åsarps landskommun
- Tranemo landskommun
- Tvärreds landskommun
- Ölsremma landskommun

### Från 1 januari 1952
- Dalstorps landskommun
- Limmareds landskommun (före 25 januari 1952 benämnt Södra Åsarps landskommun)
- Länghems landskommun
- Tranemo landskommun
- Åsundens landskommun